# Niwnik
Niwnik (niem. Niefnig, w latach 1937 - 1945 Kressenheim) – wieś w Polsce położona w województwie dolnośląskim, w powiecie oławskim, w gminie Oława.
W latach 1954–1972 wieś należała i była siedzibą władz gromady Niwnik, po jej zniesieniu w gromadzie Godzinowice. 
W latach 1975–1998 miejscowość administracyjnie należała do województwa wrocławskiego.
Sołectwo Niwnik jest jednostką pomocniczą gminy Oława.
W miejscowości znajduje się kościół rzymskokatolicki należący do parafii Najświętszego Serca Pana Jezusa (dekanat Oława).